# Ringmaster
Ringmaster — второй студийный альбом американской хип-хоп-группы Insane Clown Posse, выпущенный 28 января 1994 года на Psychopathic Records. Был записан в 1993 году в The Tempermill Studio. Альбом является 2-й джокер-картой из шести из Dark Carnival саги. Тексты песен описывают лидера карнавала, который выступает в качестве судьи в загробной жизни, а также лидер карнавала создаётся за счёт собственных пороков слушателя.
Ringmaster первый альбом ICP, спродюсированный исключительно Майк Э. Кларком, который будет работать с группой на протяжении долгого времени. На этом альбоме также появились такие исполнители как Capitol E и Jumpsteady. Диск был переиздан в 1998г на Island Records и стал золотым.

## Об альбоме
После мечты члена Insane Clown Posse Violent J, у которого появились идеи насчёт «тёмного карнавала», "Insane Clown Posse создал мифологию Dark Carnival. Карнавал включает шесть джокер-карт, каждая из которых даёт определённый урок в жизни. Тексты песен описывают лидера карнавала, который также судит души в загробной жизни.
После выпуска первой джокер-карты Carnival of Carnage группа начала строить следующие меры. Для повышения популярности и интереса они начали производить такие рекламные материалы, как демозаписи, листовки и фан-клубы. Группа также выпустила свой первый EP, Beverly Kills 50187 в 1993 году. Когда группа почувствовала ожидание второй джокер-карты, началась работа над «Ringmaster».

## Запись
Ringmaster был записан в студии Tempermill (Ферндейл, штат Мичиган) совместно с Майк Э. Кларком, который спродюсировал альбом. В качестве гостей на альбоме выступили Jumpsteady и Capitol E.
Ringmaster является второй Джокер картой в Темном Карнавале Insane Clown Posse, вымышленной мифологии альбомов, используемой в большинстве их релизов. Темный Карнавал является концепцией загробной жизни, в котором души направляются в форме неопределенности, в то время как ожидается отправление или на небеса или в ад, в зависимости от их поступков. Эти понятия связаны серией альбомов, являющимися джокер-картами. Каждая из шести джокер карт относятся к специфике — субъекту Dark Carnival — что пытается «спасти человеческие души», показав злое внутри самого себя.
Ringmaster является смотрителем Carnival of Carnage. Он создается с помощью своих собственных грехов, также он является судьёй в загробной жизни, карта выдает предупреждение против пренебрежения нашими основными моралями.

## Релиз
Было продано 40,000 копий после релиза Ringmaster, и он стал первым золотым альбомом «клоунов». Мартин Чарльз из The Great Rock Discography поставил альбому 4 из 10 звёзд. Также альбом получил 1 звезду из 5 от «Rolling Stone», Allmusic писал, что Ringmaster получил больше внимания, а это значит, что альбом сделал большее впечатление и его музыка стала сильнее.

## Список композиций
| №                   | Название             | Performer(s)        | Длительность |
| ------------------- | -------------------- | ------------------- | ------------ |
| 1.                  | «Wax Museum»         | Insane Clown Posse  | 5:12         |
| 2.                  | «Murder Go-Round»    | ICP                 | 5:38         |
| 3.                  | «Chicken Huntin'»    | ICP                 | 4:08         |
| 4.                  | «Mr. Johnson's Head» | ICP                 | 6:10         |
| 5.                  | «Southwest Song»     | ICP                 | 5:45         |
| 6.                  | «Get Off Me, Dog!»   | ICP                 | 1:47         |
| 7.                  | «Who Asked You»      | ICP                 | 3:00         |
| 8.                  | «The Dead One»       | ICP                 | 4:34         |
| 9.                  | «My Fun House»       | ICP and Jumpsteady  | 4:58         |
| 10.                 | «For the Maggots»    | ICP                 | 1:46         |
| 11.                 | «Wagon Wagon»        | ICP                 | 3:55         |
| 12.                 | «The Loons»          | ICP                 | 5:28         |
| 13.                 | «Love Song»          | ICP                 | 4:18         |
| 14.                 | «Bugz on My Nutz»    | ICP                 | 4:29         |
| 15.                 | «House of Mirrors»   | ICP and Capitol E   | 6:06         |
| 16.                 | «Ringmaster's Word»  | ICP                 | 2:51         |
| Общая длительность: | Общая длительность:  | Общая длительность: | 70:12        |

## Сертификация
| Страна | Сертификация |
| ------ | ------------ |
| США    | Золотой      |